# Cionophora soongi
Cionophora soongi is een zeepokkensoort uit de familie van de Pyrgomatidae. De wetenschappelijke naam van de soort is voor het eerst geldig gepubliceerd in 1999 door Ross & Newman.